# Nina Maksimelianova
Nina Dmitrievna Maksimelianova  (nacida el 31 de diciembre de 1927 en Vyshnevolotski, Unión Soviética y fallecida el 25 de octubre de 2006 en Moscú) fue una jugadora de baloncesto rusa. Consiguió 6 medallas en competiciones oficiales con URSS.